# Kolofon
Kolofon (af græsk κολοφων = "top", "det yderste") er en kort tekst placeret forrest eller bagest i en bog. Kolofonen angiver oplysninger om bogens produktion som udgave og oplag, trykkested, trykkeår, forlag, ISBN osv.
| Bog | Spire Denne artikel om bøger og tidsskrifter er en spire som bør udbygges. Du er velkommen til at hjælpe Wikipedia ved at udvide den. |